# Galiniera
Galiniera är ett släkte av måreväxter. Galiniera ingår i familjen måreväxter.
Kladogram enligt Catalogue of Life:
| Galiniera | \| \| Galiniera myrtoides \| \| \| \| \| \| Galiniera saxifraga \| \| \| \| |
|           | \| \| Galiniera myrtoides \| \| \| \| \| \| Galiniera saxifraga \| \| \| \| |
|           | Galiniera myrtoides                                                         |
|           |                                                                             |
|           | Galiniera saxifraga                                                         |
|           |                                                                             |